# (3300) McGlasson
(3300) McGlasson est un astéroïde de la ceinture principale découvert le 10 juillet 1928 à Johannesburg (UO) par l'astronome Harry Edwin Wood.

## Historique
Sa désignation provisoire, après sa découverte le 10 juillet 1928, était 1928 NA.